# Mardy Fish
Mardy Fish (Edina, Minnesota, 9. prosinca 1981.), bivši američki profesionalni tenisač i od 2015. g. teniski trener. S gotovo podjednakim uspjehom nastupao je u pojedinačnoj konkurenciji i u konkurenciji parova.

## Životopis
Mardyjev otac Tom teniski je trener, a majka Sally domaćica. Obitelj se preselila iz Minnesote u Vero Beach na Floridi kada je Mardy imao 4 godine. Pohađao je tenisku akademiju tamo i družio se s Andyjem Roddickom.
Prvi je turnir u profesionalnoj karijeri osvojio 2003. godine u Stockholmu, pobijedivši u finalu mladog Robina Söderlinga. Na Olimpijadi u Ateni sljedeće godine osvojio je srebrnu medalju, nakon što je u finalu poražen u pet setova od Čileanca Nicolása Massúa. Na putu do finala pobijedio je Juana Carlosa Ferrera i Fernanda Gonzáleza.
Unatoč velikoj perspektivi, Fish je tek 2011. godine ušao u ATP Top 10, ujedno prestigavši Roddicka i postavši najbolje rangirani američki tenisač. Do tada je više uspjeha imao u konkurenciji parova, gdje je osvojio 8 turnira, najčešće u paru s Roddickom ili Jamesom Blakeom. Nema većih uspjeha na Grand Slam turnirima. Povremeno je nastupao i za američku Davis Cup reprezentaciju.
Oženjen je sa Stacey. Živi u Tampi na Floridi.

## Stil igre
Fish je specijalist tvrde podloge. Ima sličan stil igre kao i sunarodnjak mu Andy Roddick. Najjači mu je udarac servis, koji često prelazi 200 km/h. Nakon što je u 2010. smršavio 15-ak kilograma, počeo je više istrčavati udarce i igrati "obrambeni" tenis, što mu je donijelo napredak u igri i plasman u ATP Top 10. Dobro odigrava dvoručni i slice backhand, kao i voleje (što mu donosi prednost u igri parova). Forehand mu je slabiji udarac.

## Vanjske poveznice
- Službena stranica (engl.)
- Profil na stranici ATP Toura (engl.)

## Ostali projekti
|  | Zajednički poslužitelj ima još gradiva o temi Mardy Fish |